# 1397
1397 (MCCCXCVII) a fost un an obișnuit al calendarului iulian, care a început într-o zi de miercuri.

## Evenimente
- Formarea Uniunii personale a Danemarcei, Suediei și Norvegiei (Uniunea Kalmar) înfăptuită de regina Margareta I a Danemarcei.

## Nașteri
- 21 februarie: Isabela a Portugaliei, Ducesă de Burgundia (d. 1471)

## Decese
- Vlad I Uzurpatorul